# تیپ ۵۵ چترباز
تیپ ۵۵ چترباز (عبری: עֻצְבַּת חוד החנית‎) تیپ پیاده‌نظام چترباز نیروی زمینی اسرائیل، تحت امر فرماندهی مرکزی اسرائیل و زیرمجموعه لشکر ۹۸ چترباز هائش است، که در سال ۱۹۴۸ تأسیس شد.

## تاریخچه
این تیپ که به دلیل وابستگی تاریخی‌اش به فرماندهی مرکزی، با نام‌های «لشکر نوک نیزه» و «لشکر مرکزی» نیز شناخته می‌شود، یک تیپ چترباز ذخیره است که فرم فعلی آن در سال ۱۹۶۶ شکل گرفت.
تیپ ۵۵ چترباز از زمان تأسیس در جنگ‌های اسرائیل شرکت داشته است. در جنگ شش روزه، این تیپ نقش محوری در نبرد اورشلیم ایفا کرد. در طول جنگ فرسایش‌زا، این تیپ به طور فشرده در نبردها، در تعقیب و گریزها در دره اردن و در تصرف خط ساحلی کانال سوئز شرکت داشت. در جنگ یوم کیپور، از کانال سوئز (عملیات شوالیه‌های قلب) عبور کرد و به عنوان بخشی از لشکر ۱۴۳ غزه، برای گسترش سرپل در کرانه باختری، از حومه اسماعیلیه، شهر سوئز تا کیلومتر ۱۰۱ قاهره، نبردهایی انجام داد.
در جنگ اول لبنان، این تیپ در نبردهایی در بخش شرقی شرکت کرد. تیپ ۵۵ چترباز همچنین در عملیات سپر دفاعی، جنگ دوم لبنان، نبرد شمشیرهای آهنین و عملیات تاش در امتداد مرزهای اسرائیل شرکت داشت.

## سازمان
تیپ ۵۵ چترباز شامل ۵ گردان است: گردان ۶۶ (قبلاً ۷۰۶۳)، گردان ۲۸ (قبلاً ۸۱۵۰)، گردان ۷۱ (قبلاً ۹۲۶۴)، گردان گشت و شناسایی (شامل گشت، شناسایی و گروه‌های چترباز) گردان ۶۶۲۳ و گردان پشتیبانی (شامل واحد پزشکی YARA، تحرک و تدارکات)، چندین واحد تیپ (یگان پالچیک، گروهان رصد، یگان هافکیم و موارد دیگر) و همچنین یک فرماندهی جبهه داخلی، یک واحد آموزشی (یگان‌های راکما، کشال، شاوا، چانیکا و شادخنی) و یک مجموعه "جبهه‌ای" است.
گردان‌های این تیپ عمدتاً توسط کهنه سربازان گردان ۱۰۱ و گشت تیپ چتربازان معمولی تشکیل شده‌اند. این تیپ، در کنار تیپ ۲۲۶ و تیپ ۶۴۶، یکی از سه تیپ چترباز ذخیره است.